# 临时旅客列车

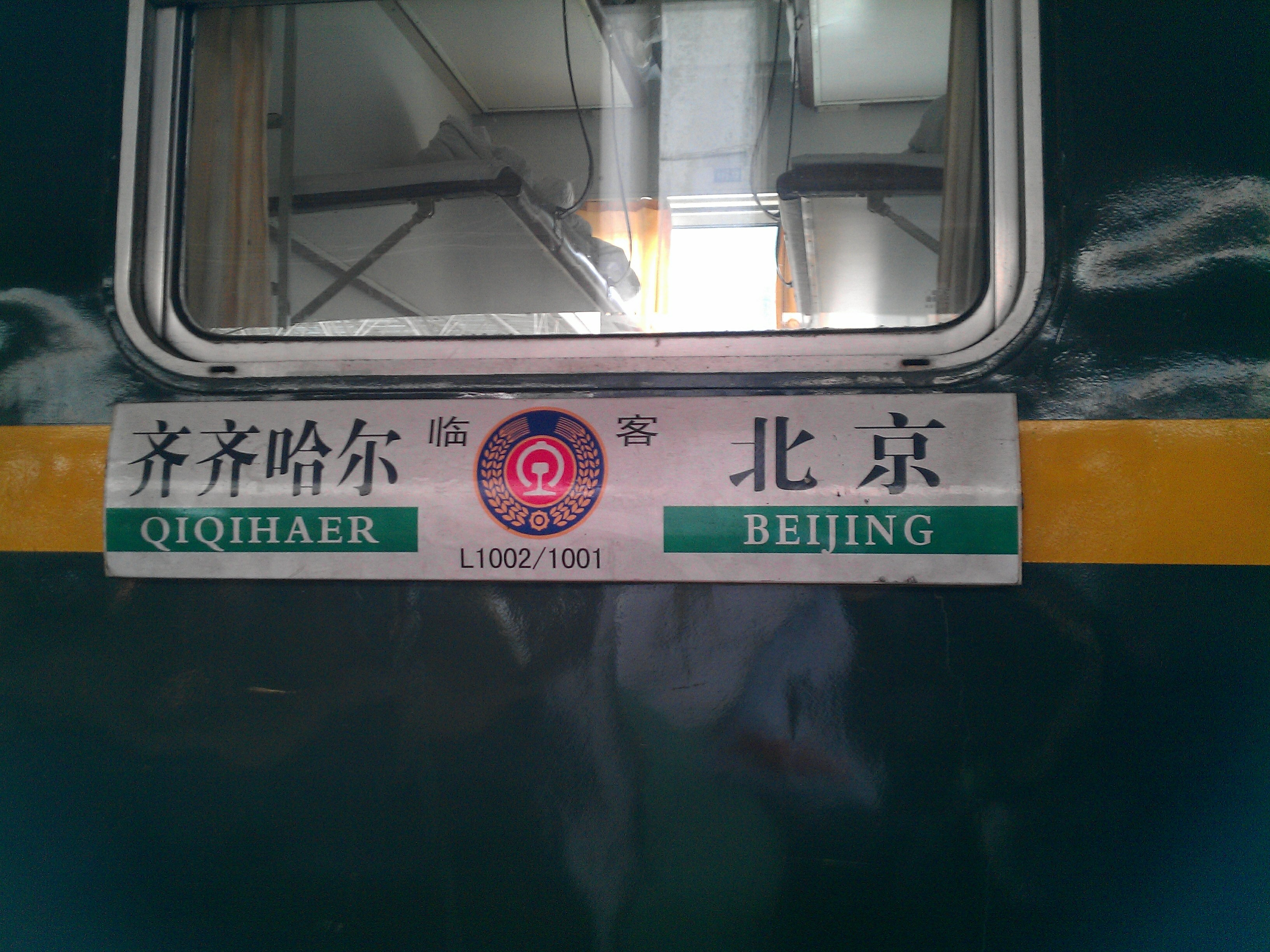
2012年春运期间的L1001/1002次北京-齐齐哈尔临客水牌

临时旅客列车，或简称临客列车，是中国铁路的一个列车等级，指一种根据客运市场的变化，临时加开的旅客列车。分为直通临客和管内临客。
目前，中国铁路总公司在G、D、Z、T、K、普快各等级车次中为临客划分了专门的号段，因此目前使用“L”字头的临客列车已经越来越少，大多为没有临客号段的普客列车。

## 特点
此类列车通常开行于春运、暑运、国庆，而且大部分车底并不固定。过去由于临客列车的客流对象一般是回乡或去城市打工的民工（尤其在春节前后），没有空调，因此也被戏称为“民工专列”。2015年后春运时开始大量加开临客动车组及使用25T型客车担当的临客列车，车况相对于过去已经有了很大改善。

## 车次

### 2015年之前 L开头的临客车次
通常临时旅客列车都使用以L开头的车次，但是也有使用快速列车等图定车次开头的临时旅客列车，被称为“图定临客”。较之L开头的临客，这类列车的条件通常与图定列车相仿。
跨局临客车次使用范围：
- L1-L998

各铁路局管内临客车次使用范围：
| - 哈尔滨铁路局：L7001-L7300 - 沈阳铁路局：L7301-L7600 - 北京铁路局：L7701-L7800 - 太原铁路局：L7801-L7900 - 呼和浩特铁路局：L7901-L7950 - 郑州铁路局：L7951-L8050 | - 武汉铁路局：L8051-L8150 - 西安铁路局：L8151-L8250 - 济南铁路局：L8251-L8350 - 上海铁路局：L8351-L8700 - 南昌铁路局：L8701-L9000 - 广州铁路（集团）公司：L9001-L9300 | - 南宁铁路局：L9301-L9350 - 成都铁路局：L9351-L9600 - 昆明铁路局：L9601-L9660 - 兰州铁路局：L9661-L9740 - 乌鲁木齐铁路局：L9741-L9800 - 青藏铁路公司：L9801-L9850 |

### A开头的临客车次
除了L字头的图外临客，还开行过A字头的图外临客。A字头的图外临客是“按需开行”的“按”字的首字母，即在春运前已经排好了L字头临客，后来由于铁路客流超出预计需要再额外增加的临客。因此也有人称A字头临客为“临外临”。A字头临客跨多个铁路局管段运行很常见，如武昌至温州、北京至哈尔滨。一些A字头按需临客后来转为图定列车，如北京至龙岩的K571/572次列车（原A335/336次）。
2007年4月18日，全国铁路运行图调整后，A字头车次表示为路局管内临客。 车次范围为L1-L998与A1-A998。从2009年起，原A字头管内临快改为以L+4位数为管内临快，铁路系统标准念法为“临X次”。

### 2015年至今的临客车次

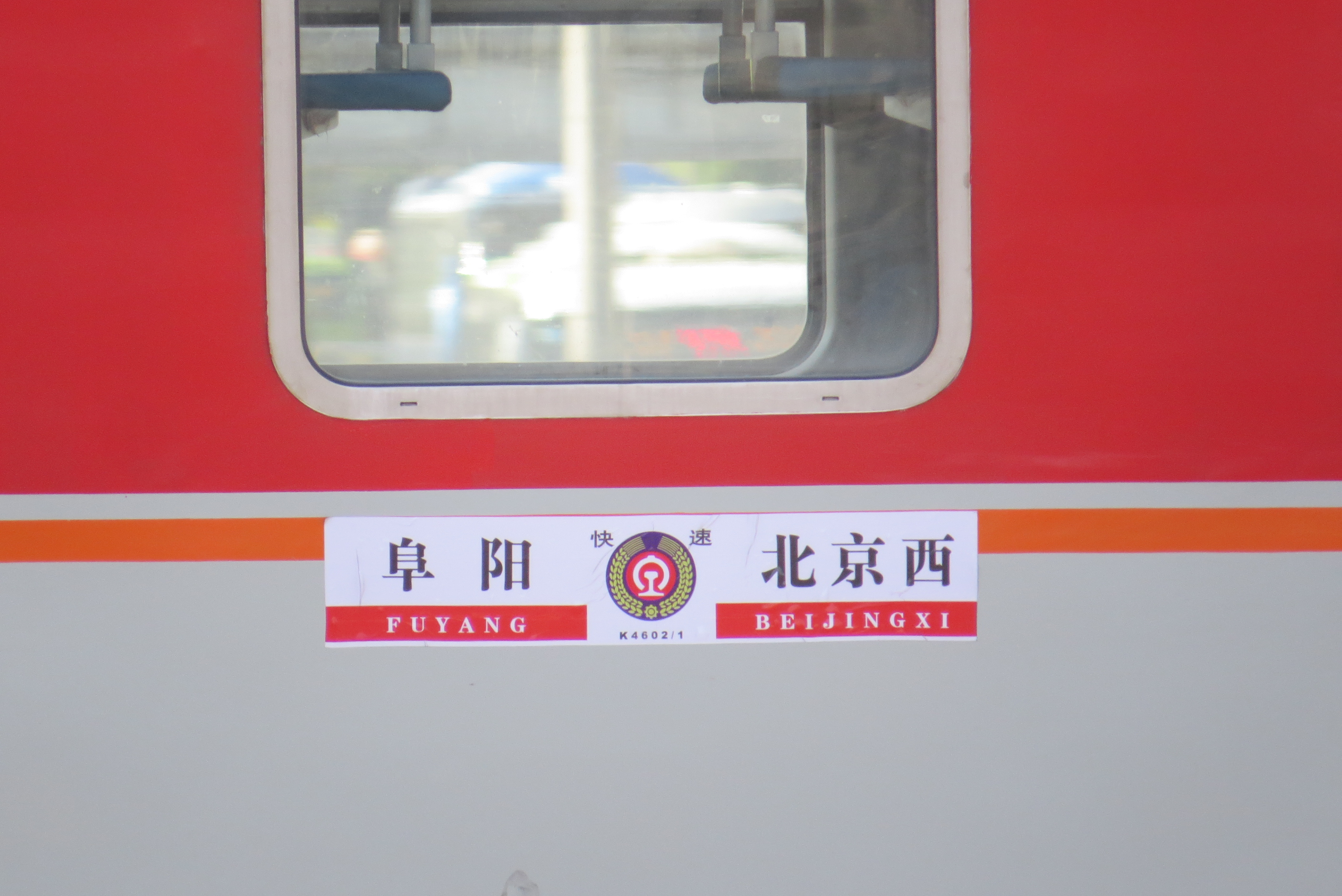
2015年五一假期加开的K4601/4602次北京西-阜阳临客水牌

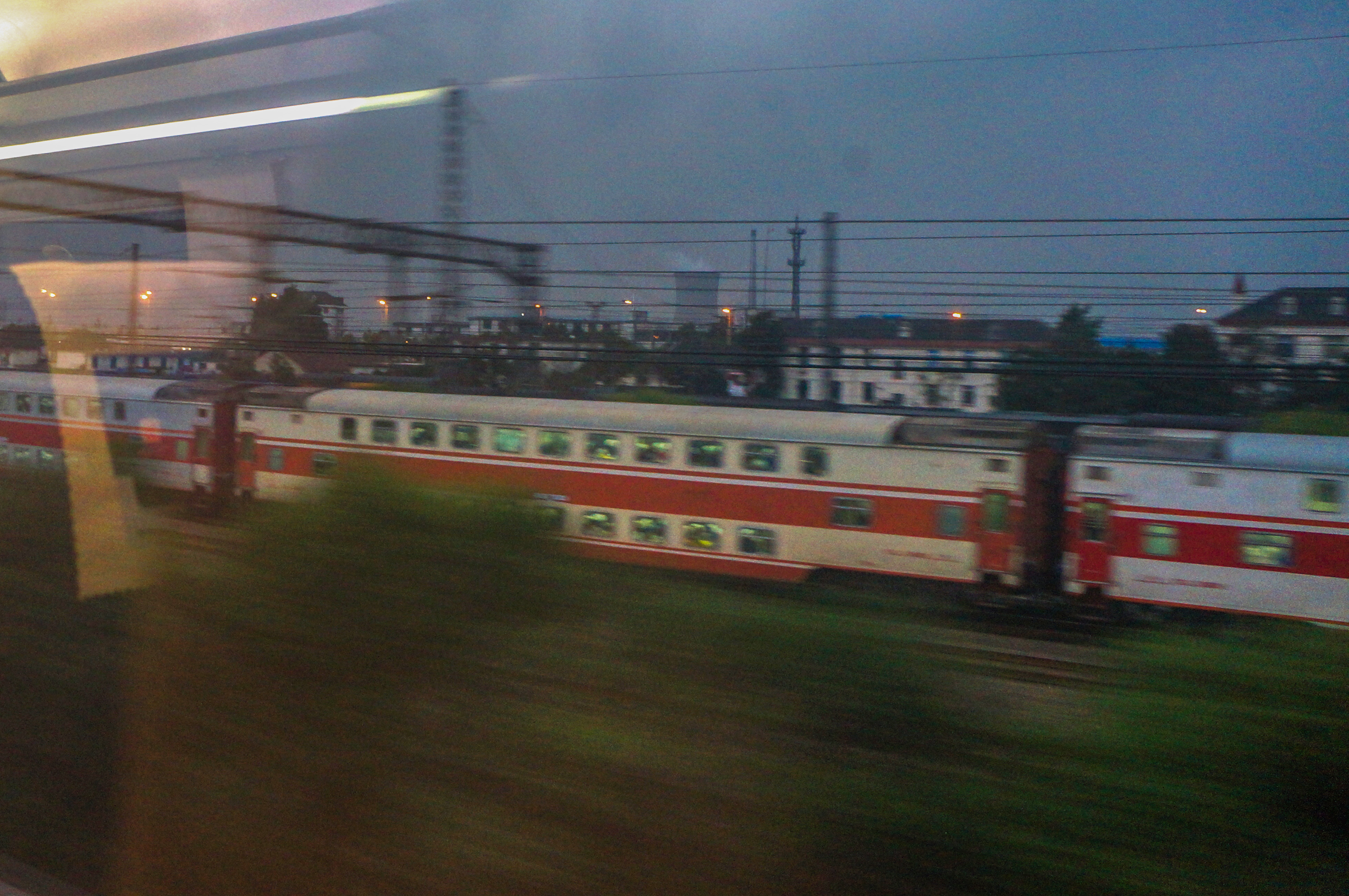
2016年10月国庆节长假期间开行的至K4538次列车（双层25B客车车底）通过苏州西站

从2015年春运起，中国铁路总公司在G、D、Z、T、K各等级车次中为临客划分了专门的号段，L字头临客列车已大为减少，普速临客列车车次多为3xxx、K4xxx（跨局）、K5xxx、K6xxx（管内）、T3xx、T4xx、Z4xxx（跨局）、Z9xxx（管内）；动车组临客列车车次为D4xxx、D9xx（跨局）、D9xxx（管内）；城际动车组临客列车车次为C9xxx；高速动车组临客列车车次为G4xxx（跨局），G9xxx（管内）。截至2015年6月，L字头图定临客更仅剩L7739/7740次（北京-清河城），这班列车于同年7月1日缩短至衡水并改为K7771/7772次，L字头临客列车由此消失，但在2019年5月15日起，因水红线雨季原因，中国铁路昆明局集团公司再次行由红果站始发终到昆明的L8001次列车（单向开行，由6061次列车拆开运行），因此，L字头临客列车再次回到公众视野。

## 分类
- 一些图定临客有固定的编组（通常为空调车）及周到的服务，而且带有试探客流或者试运行性质，为日后长期运行做准备，比如长春到昆明的K2288/2285、K2286/2287次列车（历时长达68小时25分，2014年12月10日转为图定[3]）、成都到乌鲁木齐南的K2058/2059、K2060/2057次列车（2014年12月10日转为图定）、武昌到桂林的K2165/2166次列车[4][5]、长沙到贺州的2901/2902次列车、柳州到南宁的L9327/9328次列车[6]。
- 一些在铁路运行图上存在但是只在有客流需要的时候才开行的图定临客，比如南宁到桂林的K9339/9340次列车[7]。
- 某些在春运时通过延长或立即折返图定旅客列车而增开的车次，仍然沿用T字头、D字头、Z字头等等。例如，长春-北京间的T59/60次，在春运时通过到达终点站后白天折返运行而增开了T359/360次临时特快列车。Z61/62次，白天折返增开了Z161/162次，但该车次于2014年底被北京至昆明的原T61/62次列车占用，沈阳铁路局在2015年春运期间加开的北京-长春临客车次改为Z4061/4062次。[8]